# Geschichte der Tuchindustrie in Forst (Lausitz)
Die Etablierung der Tuchindustrie in Forst (Lausitz) begann Anfang des 19. Jahrhunderts. Die Möglichkeiten der Rohstoffgewinnung in der Region in und um Cottbus boten dazu ideale Voraussetzungen. Bereits im Mittelalter waren die Herstellung von Flachs und Wolle Bestandteil des alltäglichen Lebens. Die Fusionierung von unterschiedlichen Handwerken für die Herstellung von Tüchern sowie der Ausbau einer Infrastruktur führten zur Erweiterung der Textilfabriken und zur Erhöhung der Produktion.

## Die Anfänge
Nachdem der Kaufmann Jeschke im Jahre 1821 die erste Spinnerei in Forst (Lausitz) mit 165 Arbeitern eröffnet hatte, entwickelte sich die Textilindustrie so rasant, dass die Stadt bald den Beinamen „Das deutsche Manchester“ erhielt. Insbesondere die im Jahre 1844 von Gottlieb Hennig in seiner Fabrik eingeführte Dampfmaschine trug zu dieser Entwicklung bei. So wurden 1885 bereits 56 Tuchfabriken, mehr als 100 Pachtbetriebe und 32 Spinnereien und Appreturen in Forst gezählt. Insgesamt waren knapp 7.000 Arbeiter in der Textilbranche beschäftigt. Kaum zehn Jahre später war die Zahl der Fabriken, die mit der Textilherstellung befasst waren, auf 200 angestiegen. Die im Jahre 1893 in Betrieb genommene Forster Stadteisenbahn trug ihren Teil zur raschen Verbreitung der Forster Tuche bei. Auf Grund der Wasser- und Stromversorgung befand sich der Großteil der Tuchfabriken beidseitig des Mühlgraben, einen von der Lausitzer Neiße abzweigenden Kanal, welcher durch das Stadtgebiet fließt.

## Die Tuchfabriken (Auswahl)

### Tuchfabrik Cattien

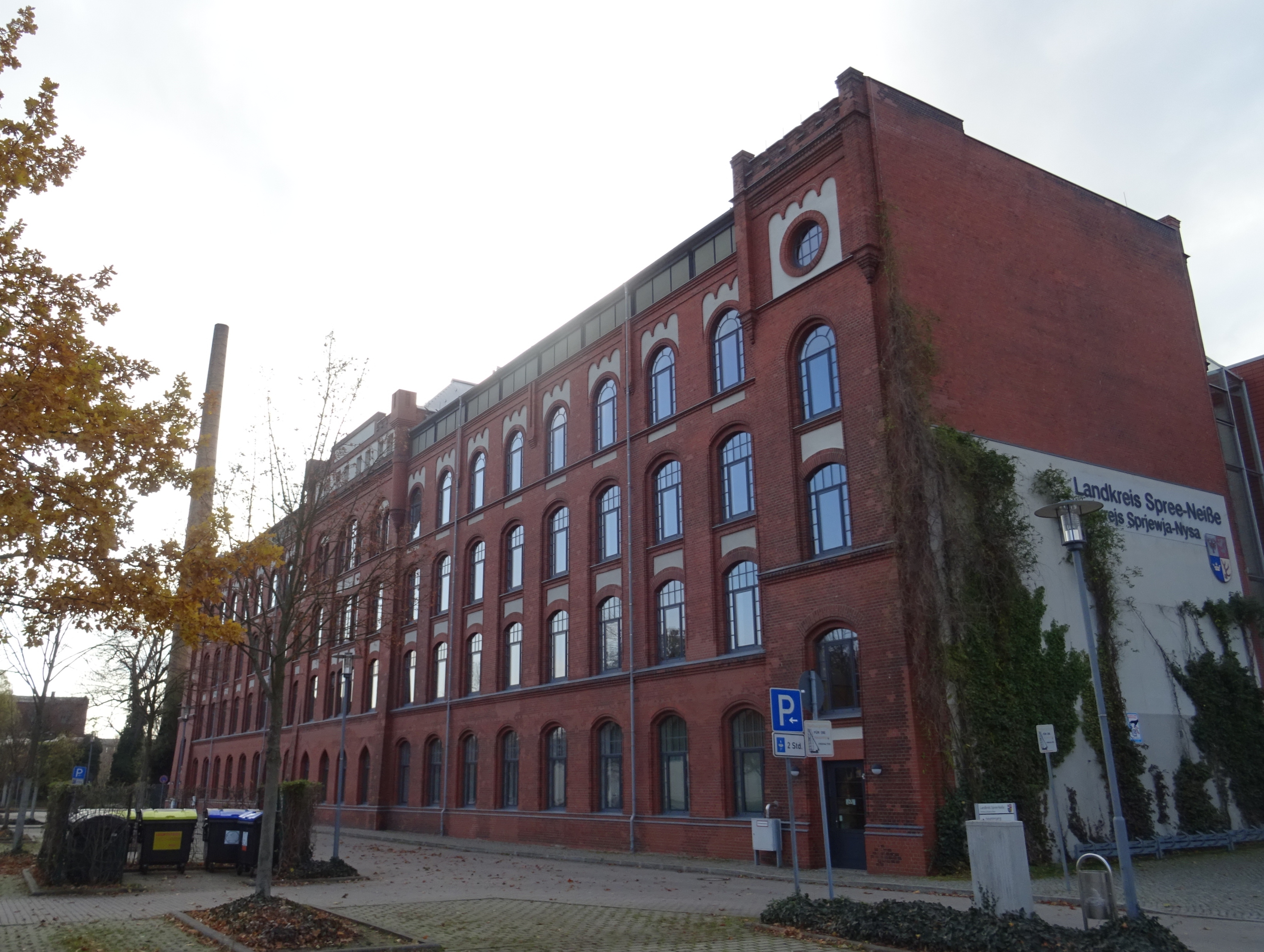
Ehemalige Cattien-Tuchfabrik, heute Sitz der Kreisverwaltung

Die Fabrik wurde Ende des 19. Jahrhunderts als Tuchfabrik des Unternehmers Cattien errichtet. Unweit dieses Gebäudes am Rand des Alten Stadtparkes befindet sich die Villa des Unternehmens, beide Gebäude stehen unter Denkmalschutz. Die ehemalige Fabrik wurde von Ende der 1990er-Jahre bis 2000 zum Verwaltungssitz des Landkreises Spree-Neiße umgebaut. Die Villa war nach dem Zweiten Weltkrieg Sitz der Kommandantur der sowjetischen Militärverwaltung und verfiel später. Sie wird seit 2018 restauriert.

### Tuchfabrik C.-A.-Groeschke
Eine der Tuchfabriken gehörte dem Tuchmachermeister Carl August Groeschke. Dieser führte 1840 die Produktion von gemusterten Stoffen ein, die unter dem Namen „Buckskin“ (engl.: Bockfell) geführt wurden. Wurde Groeschke anfangs als „Pfuscher“ oder „Störer“ betitelt und sogar aus der Tuchmacherinnung ausgeschlossen, erkannte die aufstrebende Forster Textilbranche jedoch schnell, dass die Fabrikation von Buckskin bedeutend preiswerter war als der Kauf von Importen aus England.

### Tuchfabrik Oswald Hänsel

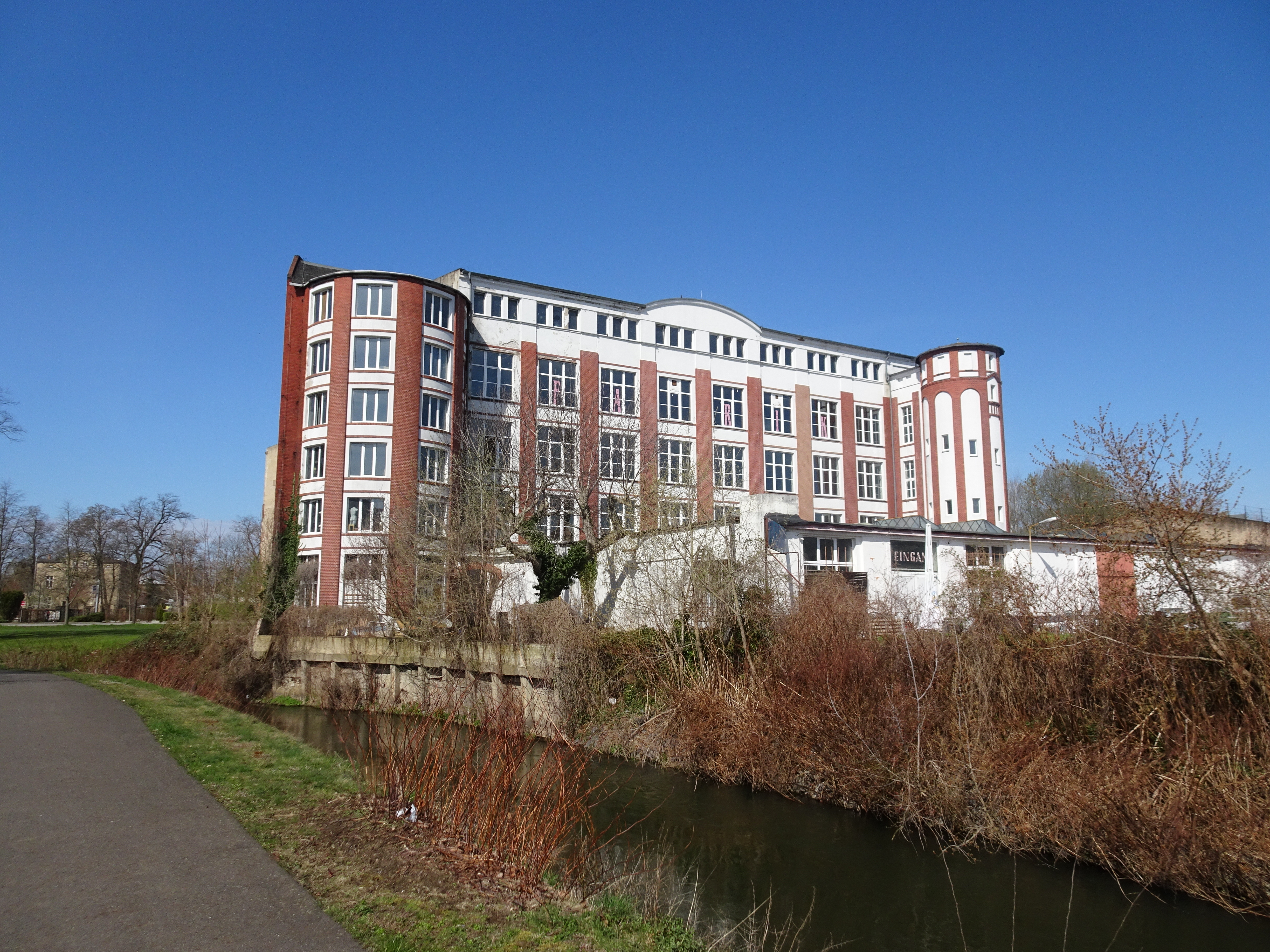
Ehemaliges Hänsel-Fabrikgebäude in Forst, 2021

Die Tuchfabrik von Oswald Hänsel konzentrierte sich auf Einlagenstoffe für Bekleidung und gehörte damit zeitweise zu den Marktführern in Deutschland. Oswald Hänsel entwickelte ein Verfahren um Rosshaare zu einem für die Weberei geeigneten Faden zu verzwirnen. Nach dem Zweiten Weltkrieg bestand die Firma Hänsel Textil in Westdeutschland noch bis 2015, während der Stammsitz im Ostteil in die VEB Tuchfabriken Forst aufgegangen ist.

### Die Tuchfabrik C. H. Pürschel

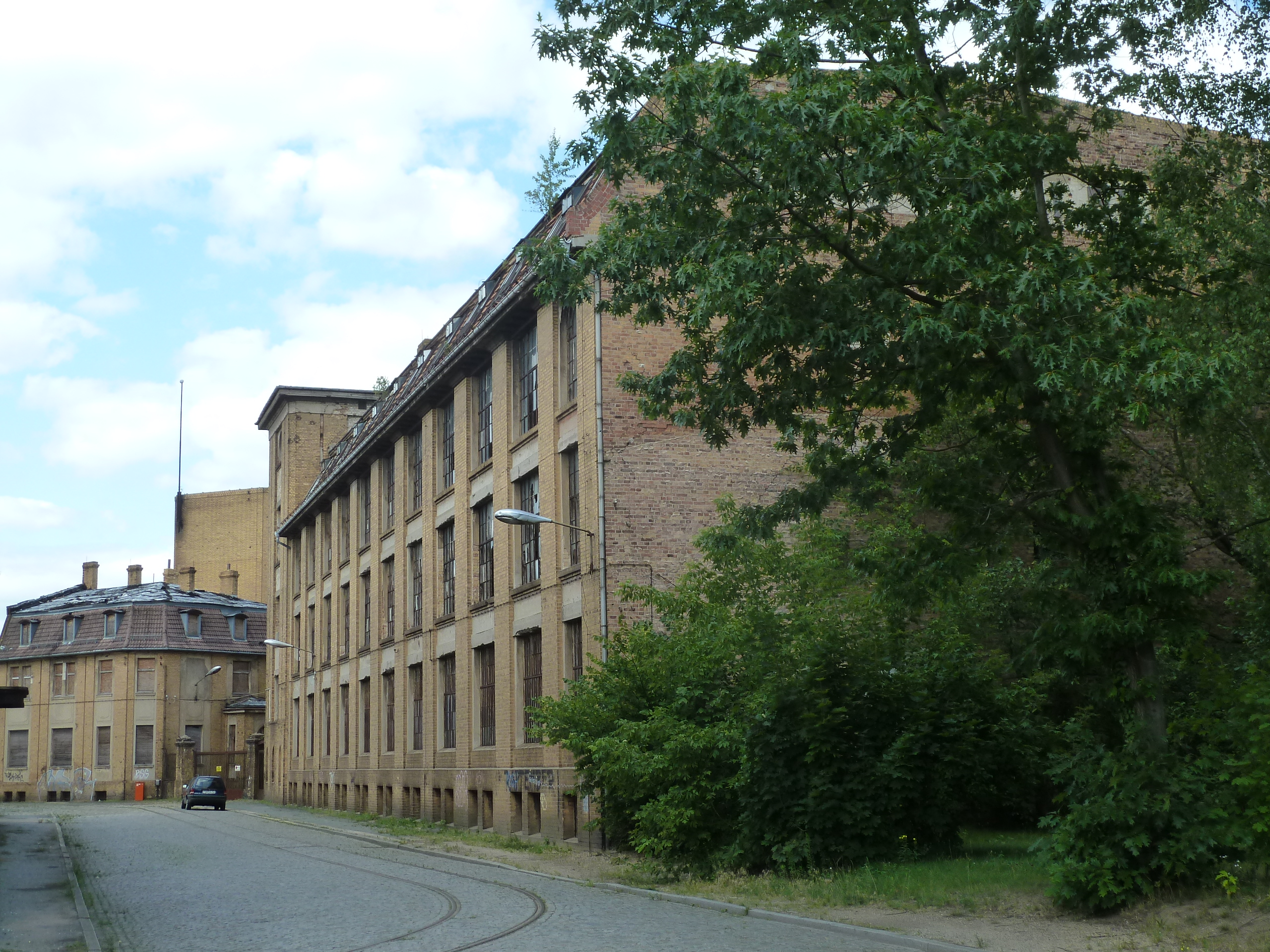
Gebäude der ehemaligen Tuchfabrik C. H. Pürschel

Da die von Hugo Pürschel 1878 gegründete Tuchfabrik im Stadtzentrum von Forst gegen Ende des Ersten Weltkrieges an ihre Kapazitätsgrenzen gelangte, entschloss sich sein Sohn, Carl Heinrich Pürschel, die Fabrik zu erweitern. Er erwarb ein Grundstück im Norden der Stadt, das am Mühlgraben, der Lebensader der Forster Textilindustrie, lag und errichtete 1924 einen neuen Fabrikkomplex. Bereits in den Jahren 1929 und 1934 wurden jedoch weitere Ausbauten notwendig. Neben den einzelnen Gebäuden verfügte das Gelände – wie viele andere Tuchfabriken der Stadt auch – über einen eigenen Gleisanschluss zur Stadtbahn.

### Tuchfabrik Wilhelm Sauer

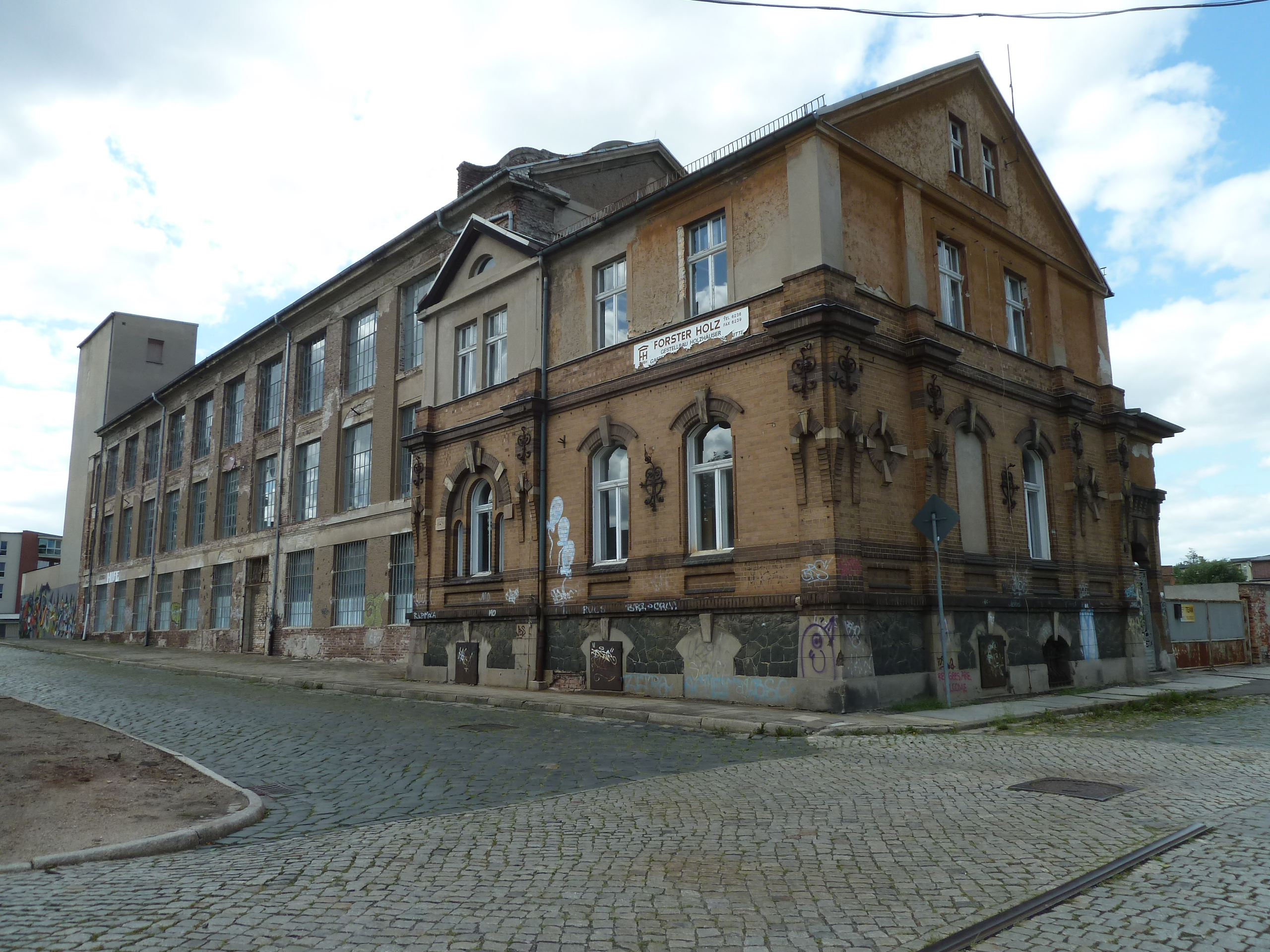
Gebäude der ehemaligen Tuchfabrik Sauer inkl. Wohnhaus

Die 1889 gegründete Tuchfabrik Wilhelm Sauer, Vorläufer der Firma Sauer-Textile mit Sitz in Deutschland und Italien, befand sich in der Parkstraße/Ecke Heinrich-Werner Straße. Auf Grund von wirtschaftlichen Schwierigkeiten musste das mittlerweile vom Sohn des Firmengründers, Philipp Sauer, geführte Unternehmen in den 1940er-Jahren schließen. Nach dem Zweiten Weltkrieg floh die Familie mit etlichen Maschinen in den Westteil Berlins.

### Tuchfabrik Schneider & Duch
Das Fabrikgebäude wurde in den Jahren 1922 und 1923 durch das Bauunternehmen von August Riemeyer für die Firma Schneider & Duch errichtet. Die Büroräume wurden 1926 umgebaut. Nach der Einstellung des Betriebs wurde die ehemalige Spinnerei im Erdgeschoss erst von einer Waffelfabrik, später als Getreidespeicher und heute von einem Schrotthändler genutzt.

## Geschichte

### Die Zeit nach 1945
Während die Forster Textilindustrie auch nach Ende des Ersten Weltkrieges ihren Erfolg weiter ausbauen konnte, hinterließ der Zweite Weltkrieg deutliche Spuren. Insbesondere in der Schlussphase stand Forst unter Beschuss, was dazu führte, dass die Betriebe ihre Arbeit einstellen mussten. Die Stadt war 1945 zu etwa 85 Prozent zerstört. Zahlreiche Industrieanlagen wiesen enorme Schäden auf. Im Gegensatz zu diesen überstand Pürschels Tuchfabrik die Kriegseinwirkungen nahezu unbeschadet.
Nach dem Krieg, im Jahre 1946, wurden die Textilfabrikanten enteignet so auch die Familie Pürschel. Die Fabrik von Carl Heinrich Pürschel wurde schließlich in Volkseigentum umgewandelt und firmierte zunächst unter dem Namen VEB Modetuch Forst. Im Jahre 1964 wurden sämtliche Forster Textilbetriebe zum VEB Tuchfabriken Forst zusammengelegt. Mit ungefähr 3.000 Arbeitern in der Textilbranche war Forst auch in der DDR der wichtigste Textilstandort. Bedeutung hatte er vor allem für die Beschaffung von Devisen. So wurden die Tuche aus den Forster Textilbetrieben unter anderem an Firmen wie C&A in die BRD exportiert.

### Die Entwicklung seit 1990
Bis 1990 wurden in den verschiedenen Produktionsstätten der Forster Tuchfabriken Flächengewebe hergestellt. Mit dem Ende der DDR standen jedoch auch die Tuchfabriken vor dem Aus. Der Versuch, den Betrieb als Forster Webwaren GmbH zu privatisieren, scheiterte schließlich. Nachdem die Maschinen abgeschaltet und die Säle ausgeräumt waren, gab man die Fabriken dem Verfall preis. Im Jahre 2014 wurden durch zwei Start-up-Unternehmer aus Leipzig die Likör- und Spirituosenfabrik Forst gegründet. Als Produktionsstätte wählten die Gründer das Gelände der ehemaligen Pürschel-Tuchfabrik aus. 2019 wurde das Unternehmen liquidiert. 2021 wurde die Wilhelm-Sauer-Tuchfabrik von der Firma Cyroline Textil GmbH aus Lübeck erworben und die Fabrik wird seitdem wieder zur Textilherstellung genutzt.